# Hyalopsocus floridanus
Hyalopsocus floridanus är en insektsart som först beskrevs av Banks 1905.  Hyalopsocus floridanus ingår i släktet Hyalopsocus och familjen storstövsländor. Inga underarter finns listade i Catalogue of Life.